# Segundo Manuel Linares
Segundo Manuel Linares (Salta, 11 de noviembre de 1876 - 15 de octubre de 1941) fue un profesor argentino.

## Juventud
Sus padres fueron Segundo Linares y Sancetenea y Lucía Uriburu Arias. 
Su tío, Matías Linares y Sancetenea fue obispo de Salta, muy querido por sus fieles.
Venido a Buenos Aires de su Salta natal con el fin de seguir los estudios de derecho para graduarse de abogado como lo era su padre, Segundo Manuel Linares entró como escribiente al Consejo Nacional de Educación para costearse sus estudios. 
Esta institución fue fundada por Sarmiento y a ella pertenecían  las escuelas primarias de todo el  país, incluidas las rurales y las escuelas normales, formadoras de docentes.
Recorrió todos los estamentos del escalafón por sus propios méritos, llegando a ocupar altos cargos como el de Secretario General y el de Director Administrativo.
A él se le encargó la organización de esta Institución naciente a lo cual se dedicó en cuerpo y alma, hasta el punto de sacrificar su carrera de abogado.
El Consejo proveía de muebles, útiles escolares, etc., a todas las escuelas.
Él acudía a las sesiones del Congreso Nacional, en representación del Consejo.
Fue el inventor de los pizarrones adosados a  los muros en las aulas y de la cartera escolar “Previsión”, en el revés de cuya tapa estaban adosados los útiles que se precisaban: compás, escuadra, lápices de colores, etc.

## Familia
En 1908 contrajo matrimonio con Carmen Rosa Quintana Eguía, oriunda de Jujuy, hija del Dr. Víctor Quintana, médico de la Marina, y de Isabel Eguía. 
Dicho matrimonio tuvo 8 hijos:  
- Segundo Víctor, destacado jurista, cuyo currículum figura en internet a nombre de Segundo Víctor Linares Quintana.
- Carlos Alberto, escribano, con registro en La Plata, dibujante, caricaturista, poeta; colaboró con sus caricaturas políticas en el periódico “La Opinión”; con las de músicos del Jazz en la revista “Jazz”;  otras caricaturas de sus profesores del colegio secundario, de algunos actores y cantores de la época como Carlos Gardel cuya caricatura fue donada, en su original, al Museo de la Caricatura a pedido del Director de dicho Museo. Escribió varios libritos de poesía: “Aventuras de la Pluma Cucharita” (de la cual fue creador), “Aldeanita de Carnaval” (dedicada a su hermanita y ahijadita Carmen Rosa, fallecida a los 3 años de edad) y  “Esposita de Jesús”, dedicado a Santa Teresita. Fundó la revista escolar “El Colegial” la cual tuvo mucha aceptación.
- Isabel Carmen, concertista de piano, diplomada en el Conservatorio de Alberto Williams, del cual fue alumna de teoría, solfeo y armonía; con estudios de francés en la Alianza Francesa, contando con varios premios por su alto puntaje en los exámenes.
- Susana Lucía, que hizo estudios de Secretaria Comercial en la Escuela Superior de Comercio de la calle Callao; poetisa, escribió varios libritos de versos: Rocio I y  Rocío II. Era asidua concurrente a conferencias y cursillos.
- Matías Julián, escribano, con registro en Lomas de Zamora. Estudioso de la historia de su patria, amante de la música clásica.
- Berta del Carmen, profesora normal con especialidad en francés. Ejerció la docencia en el Colegio Nuestra Señora de la Misericordia de la calle Cabildo, en varios Colegios Nacionales, como Mitre, San Martín, Sarmiento y Moreno y en la Escuela Nacional de Comercio de Ramos Mejía, fundando para sus alumnos una pequeña biblioteca formativa que tuvo mucha aceptación entre ellos. Colaboró enseñando francés ad honorem en la Academia de Santa Catalina de la Parroquia de Santa María y en la Iglesia Regina Martyrum.
- Beatriz Mercedes Linares Quintana, maestra normal especializada en francés, investigadora sobre la mujer. Cuando Juan XXIII convocó al Concilio Vaticano II, pidió una Encíclica preocupándose de elevar a la mujer en su dignidad a la altura del hombre, ella se dedicó a estudiar el tema, comprándose libros de filosofía y profundizando en los mismos. Sobre todo del filósofo Max Scheler, intercambiando correspondencia y conclusiones con el jesuita Enrique Fabbri que estaba dedicado a la investigación de la mujer y daba conferencias.
- Carmen Rosa, fallecida a los 3 años de edad, sumiendo a sus padres y hermanos en una gran pena.

## Obra
Segundo Linares fue llamado “ad honorem” a colaborar con su experiencia en el  Consejo Nacional de Educación cuando éste fue intervenido a raíz de la revolución del 30, igual que otras instituciones.
Fue Ministro de Hacienda de la intervención a San Juan.
Ejerció la cátedra de castellano en el Colegio Nacional Bernardino Rivadavia, cátedra que ejerció hasta su fallecimiento repentino el 15 de octubre de 1941, a los 64 años.
Fue un asiduo colaborador de asociaciones y mutuales ligadas con el Magisterio.
Al cabo del año de su fallecimiento, sus amigos y colaboradores le hicieron un homenaje en la Chacarita e imprimieron un folleto con los discursos allí pronunciados. Muy importante, el discurso del Inspector Dr. José Rezzano quien terminó diciendo que el nombre de Segundo Linares debería figurar en el frontispicio de alguna escuela. Esta es una deuda que tiene la Nación con él, que todavía no ha sido saldada.